# Història de Kíiv
La Història de Kíiv, es correspon a la història de la ciutat de Kíiv, també conegut com a Kíev, i el seu oblast o circumscripció. Es la ciutat més gran i la capital d'Ucraïna, així com la capital històrica de la Rus de Kíev. Kíev celebra el 482 com a any oficial de la seva fundació, però la ciutat pot datar almenys de 2.000 anys. L'arqueologia ha datat el lloc de l'assentament del Mosterià i Acheulià més antic a la zona entre 400.000 i 100.000 anys aE. La civlització mes important de la regió durant el Neolític a la zona va ser la Cultura Cucteni que es va estendre des de les muntanyes dels Carpats fins a les regions del Dnièster i el Dniéper, amb el centre en l'actual Moldàvia i cobrint Kíiv al nord-est fins a Brașov al sud-oest.
La llegenda diu que tres germans, Kyi, Shchek i Khoriv, i la seva germana Lybid, van fundar la ciutat. Kyiv pren així el seu nom de Kyi, el germà gran. No s'ha determinat el segle exacte de la fundació de la ciutat. La llegenda diu que Sant Andreu (m. 60/70 dC) va profetitzar l'aparició d'una gran ciutat a la futura ubicació de Kíiv : suposadament, estava fascinat per l'espectacular ubicació a les ribes muntanyoses del riu Dniéper. Es considera que la ciutat va existir ja al segle VI, inicialment com un assentament eslau. A poc a poc, adquirint eminència com a centre de la civilització eslava oriental, Kíiv va assolir la seva Edat d'or com a centre de la Rus de Kíev als segles X-XII.
La seva importància política, però no cultural, va disminuir dràsticament quan, el 1169, va ser saquejada per les tropes d'Andrei Bogolyubsky; el nucli antic va ser destruït i la capital es va traslladar a Vladimir. Això va ser seguit per nombrosos saquejos de Kyiv per part dels prínceps de Rus fins que la ciutat va ser completament destruïda durant la invasió mongola el 1240.
En els segles següents, la ciutat va funcionar com a capital de província d'importància marginal als afores dels territoris controlats pels seus poderosos veïns: el Gran Ducat de Lituània, el seu successor la Confederació de Polònia i Lituània i el Tsarat Rus, que més tard esdevingué l'Imperi Rus. La capital va esdevenir cristiana des de l'any 988, i encara va tenir un paper important en la preservació de les tradicions del cristianisme ortodox, especialment en temps de dominació de la Polònia catòlica, i més tard de l'Ateisme d'Estat de la Unió Soviètica.
Kíiv va tornar a prosperar durant la revolució industrial russa a finals del segle xix. En el període turbulent posterior a la Revolució Russa de 1917, la ciutat, atrapada enmig de diversos conflictes, va servir com a capital de diversos estats ucraïnesos de curta durada. Des del 1921 la ciutat va formar part de la Unió Soviètica, des del 1934 com a capital de l'Ucraïna soviètica. A la Segona Guerra Mundial, la ciutat va ser destruïda de nou, gairebé completament, però es va recuperar ràpidament en els anys de la postguerra, convertint-se en la tercera ciutat més important de la Unió Soviètica, la capital de la segona república soviètica més poblada. Ara segueix sent la capital d'Ucraïna, independent des del 1991 després de la Dissolució de la Unió Soviètica.